# Lori Garver

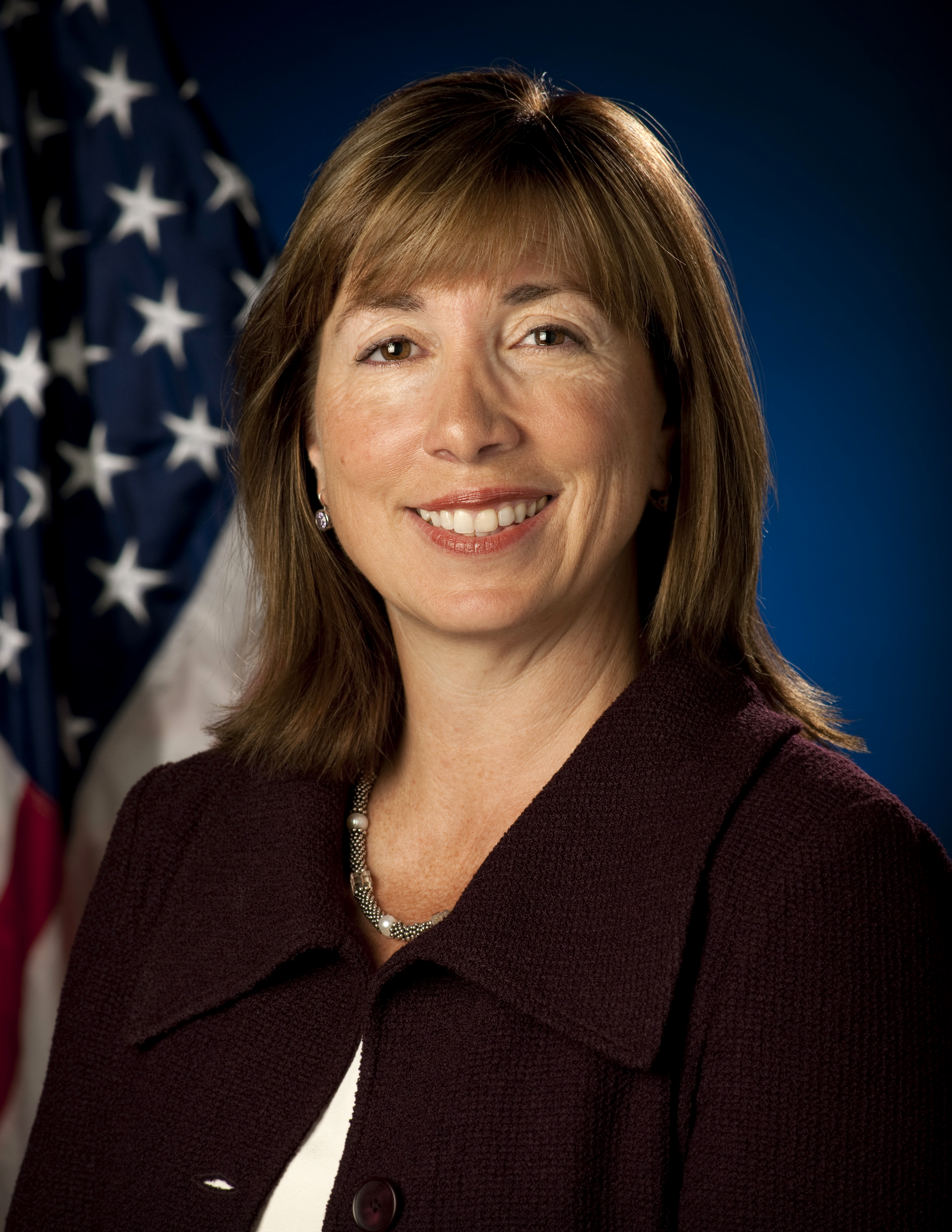
Lori Garver (2009)

Lori Beth Garver (* 22. Mai 1961 in Lansing, Michigan) ist eine US-amerikanische Verwaltungsbeamtin. Sie war vom 16. Juli 2009 bis zum 6. September 2013 als stellvertretende Leiterin der US-Raumfahrtbehörde NASA tätig und die zweite Frau überhaupt in einer leitenden Stellung auf Chefebene innerhalb der NASA.

## Leben
Lori Garver graduierte 1979 an der Haslett High School in Haslett, Michigan und erhielt 1983 vom Colorado College den Bachelor in political science and economics. Von 1983 bis 1984 war sie als Mitarbeiterin von John Glenn tätig und machte, nun sehr interessiert an der Weltraumfahrt, fünf Jahre später an der George Washington University ihren Master of Arts in science, technology and public policy. Danach erfolgte unter anderem eine Anstellung bei der unabhängigen National Space Society, und sie war unter anderem Gastdozentin an der International Space University. Für ihr Wirken erhielt Garver nebst anderen Auszeichnungen die NASA Distinguished Service Medal.

## Anstellung bei der NASA
Von 1996 bis 2001 war Lori Garver als Assistentin des Leiters der NASA tätig und für die strategische Planung der Weltraumbehörde mitverantwortlich und in dieser Funktion Mitglied des NASA Advisory Council. Während Barack Obamas Wahlkampfkampagne zur US-Präsidentschaft wurde Garver als Beraterin zur Weltraumpolitik in dessen Team berufen. Nach Barack Obamas Vereidigung wurde sie mit der Leitung des Presidential Transition Agency Review Team betraut. Zusammen mit Charles Bolden (Administrator) wurde Lori Garver von Präsident Obama am 24. Mai 2009 zur stellvertretenden Leiterin (Deputy Administrator) der NASA ernannt und vom US-Senat am 15. Juli 2009 in ihrem Amt bestätigt. Sie trat die Nachfolge von Shana Dale an.
Anfang August 2013 wurde bekanntgegeben, dass Lori Garver als General Manager der Air Line Pilots Association, der Arbeitnehmervertretung der über 64.000 Berufspiloten von US-amerikanischen und kanadischen Fluggesellschaften tätig sein wird.